# Pietre d'inciampo nelle Marche

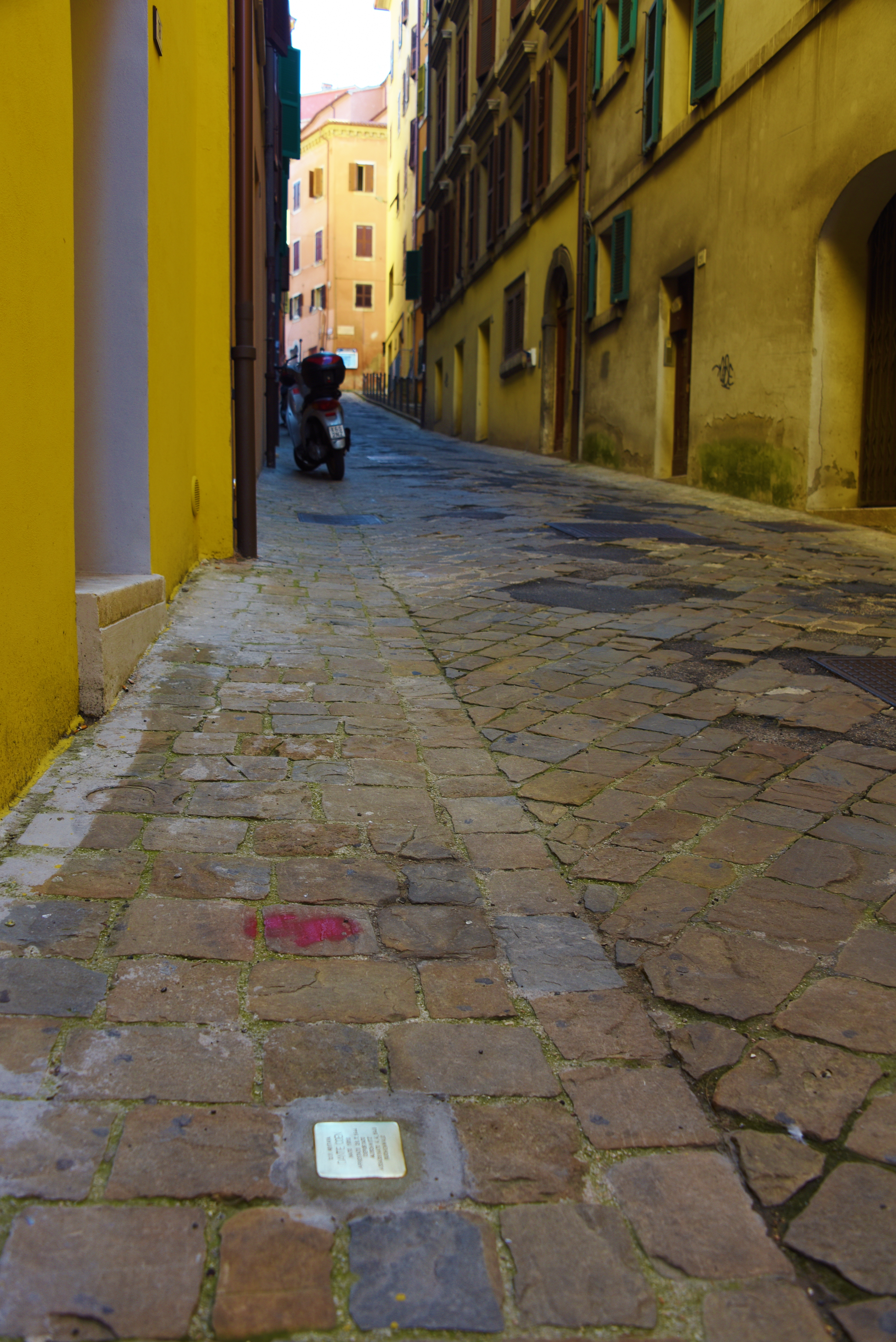
Pietra d'inciampo in Ancona, 2018

Questa pagina contiene l'elenco delle pietre d'inciampo poste nelle Marche. Esse commemorano il destino di persone uccise, deportate, espulse o spinte al suicidio ad opera del regime nazista. Le pietre d'inciampo (in tedesco Stolpersteine) sono una iniziativa dell'artista tedesco Gunter Demnig che ha già posato più di 71.000 pietre in tutta Europa.
Generalmente, le pietre d'inciampo sono posizionate di fronte all'edificio dove le vittime hanno avuto la loro ultima residenza autogestita. Le prime pietre d'inciampo in questa regione sono state collocate il 12 gennaio 2017 ad Ancona ed Ostra Vetere.
Le tabelle sono parzialmente ordinabili; l'ordinamento avviene in ordine alfabetico seguendo il nome.

## Provincia di Ancona

### Ancona
Ad Ancona si trovano 27 pietre d'inciampo, poste tra il 2017 e il 2024.
| Immagine | Scritta | Indirizzo                                    | Vita |
| -------- | --- | -------------------------------------------- | --- |
|          | QUI ABITAVA FERRUCCIO ASCOLI NATO 1897 ARRESTATO 27.4.1944 DEPORTATO AUSCHWITZ ASSASSINATO 30.8.1944        | Corso Giovanni Amendola, 51                  | Ferruccio Ascoli nacque l'11 agosto 1897 ad Ancona. Era il figlio di Carlo Ascoli e Ida Vivanti. Fu arrestato il 27 aprile 1944 a Serrapetrona (Macerata) e detenuto prima nel carcere di Macerata e poi nel campo di transito di Fossoli. Il 26 giugno fu deportato con il convoglio n. 13 al campo di sterminio di Auschwitz, dove fu ucciso il 30 agosto dello stesso anno. |
|          | QUI ABITAVA EUGENIA CARCASSONI NATA 1886 ARRESTATA 19.2.1944 DEPORTATA AUSCHWITZ ASSASSINATA                | Via Astagno, 10                              | Eugenia Carcassoni nacque il 14 novembre 1886 a Ancona. Era la figlia di Giacomo Carcassoni e coniugata con Guido Loewenthal (vedi sotto). Fu arrestata a Appignano (Macerata) il 19 febbraio 1944, detenuta nel carcere di Macerata, trasferita al campo di transito di Fossoli e deportata con il convoglio n. 9 al campo di sterminio di Auschwitz il 5 aprile 1944. Fu probabilmente assassinata immediatamente dopo il suo arrivo il 10 aprile 1944. |
|          | QUI ABITAVA DANTE COEN NATO 1910 ARRESTATO 26.7.1944 DEPORTATO AUSCHWITZ ASSASSINATO 4.4.1945 BUCHENWALD    | Via Astagno, 18                              | Dante Coen, figlio di Arrigo Coen (nato 1879) e Ilde Portaleone (nata 1881), nacque il 24 agosto 1910 a Ancona. Aveva almeno nove fratelli e quattro sorelle, Aldo (nato 1899), Bruno (nato 1905), Manfredo (nato 1907), Attilio (nato 1908), Nello (nato 1909), Remo (nato 1912), Umberto (nato 1914, vedi sotto), Franco (nato 1915) ed Enzo (nato 1921), Romilde (nato 1902, vedi sotto), Dina (nata 1913), Lina (nata 1919) e Floretta (nata 1924). Dante Coen sposò Angelina Giustacchini. La coppia aveva una figlia, Ornella (nata il 23 giugno 1944 a Milano). Dante Coen fu arrestato a Milano il 26 luglio 1944, detenuto al carcere di Milano e deportato il 2 agosto 1944 con il convoglio n. 14 nel campo di sterminio di Auschwitz. Lì arrivò quattro giorni dopo. Il suo numero di matricola fu 190841. Fu assassinato il 4 aprile 1945 nel campo di concentramento di Buchenwald. La sorella Romilde e il fratelli Umberto furono assassinati ad Auschwitz. La sorte degli altri congiunti è sconosciuta. |
|          | QUI ABITAVA ENRICA COEN NATA 1888 ARRESTATA 18.10.1943 DEPORTATA AUSCHWITZ ASSASSINATA 23.10.1944           | Corso Garibaldi, 28                          | Enrica Coen era la figlia di Giuseppe Coen e Elisa Volterra. Nacque a Ancona il 23 agosto 1888. Aveva almeno una sorella maggiore, Edi, nata l'11 marzo 1881. Si sposò con Mosè Coen, un cuoco (vedi sotto). Fu arrestata – insieme alla sorella e al cognato Raffaele Levi – a Roma il 16 ottobre 1943. Tutte e tre furono detenuti nel Collegio Militare di Roma e poi deportati con il convoglio n. 2 al campo di sterminio di Auschwitz, partendo da Roma il 18 ottobre ed arrivando ad Auschwitz il 23 ottobre 1943. Nessuno di loro è sopravvissuto alla Shoah. Enrica Coen, la sorelle ed il cognato furono assassinati dal regime Nazista immediatamente dopo il loro arrivo. Il marito fu arrestato il 12 maggio 1944. Anch'egli fu assassinato ad Auschwitz. |
|          | QUI ABITAVA MOSÈ COEN NATO 1891 ARRESTATO 12.5.1944 DEPORTATO AUSCHWITZ ASSASSINATO                         | Corso Garibaldi, 28                          | Mosè Coen era il figlio di Giuseppe Coen e Elda Volterra. Nacque a Ancona il 24 novembre 1891. Divenne cuoco e sposò Enrica Coen (vedi sopra). Fu arrestato a Roma il 12 maggio 1944 e detenuto nel carcere di Roma e poi al campo di Fossoli. Venne deportato nel campo di sterminio di Auschwitz con il convoglio n. 13, partendo da Fossoli il 26 giugno e arrivando ad Auschwitz il 30 giugno 1944. Non è sopravvissuto alla Shoah. La moglie di Mosè Coen è già stata assassinata il 23 ottobre 1943, anche lei ad Auschwitz. |
|          | QUI ABITAVA ROMILDE COEN NATA 1902 ARRESTATA 20.3.1944 DEPORTATA AUSCHWITZ ASSASSINATA                      | Via Astagno, 18                              | Romilde Coen, figlia di Arrigo Coen (nato 1879) e Ilde Portaleone (nata 1881), nacque il 20 marzo 1902 a Ancona. Aveva almeno dieci fratelli e tre sorelle, tra di loro Dante (nato 1910, vedi sopra) ed Umberto (nato 1914, vedi sotto). Sposò Federico Volterra, figlio di Leopoldo Volterra e Clara Ascoli, nato a Modena il 3 settembre 1899. Secondo Yad Vashem la coppia aveva divorziato. Romilde Coen fu arrestata a Caramagna Piemonte, una piccola città 36 chilometri sud di Torino, al 21 marzo 1944. Venne detenuta nel carcere di Torino, dove erano già in custodia l'ex-marito e il fratello Umberto. Tutte e tre furono trasferiti al campo di Fossoli e poi deportati con il convoglio n. 5 al campo di sterminio di Auschwitz, partendo da Fossoli il 5 aprile e arrivando ad Auschwitz il 10 aprile 1944. Non si sa se gli ex sposi o sorella e fratello si siano incontrati durante la detenzione o durante il trasporto. Romilde Coen non è sopravvissuta alla Shoah. Non si sa dov'è stata assassinata. Il marito è stato ucciso ad Auschwitz il 31 marzo 1944. Anche suo fratello, Ezio Volterra, nato il 20 gennaio 1892 a Modena, è stato assassinato ad Auschwitz. CDEC cita il 6 agosto 1944 come data della sua morte. Anche il fratello Umberto fu assassinato ad Auschwitz. Un altro fratello, Dante, sopravvisse durante la sua sosta ad Auschwitz, fu però assassinato a Buchenwald negli ultimi giorni del regno Nazista. La sorte degli altri congiunti è sconosciuta. |
|          | QUI ABITAVA UMBERTO COEN NATO 1914 ARRESTATO 18.3.1944 DEPORTATO AUSCHWITZ ASSASSINATO 21.4.1945 MAUTHAUSEN | Via Astagno, 18                              | Umberto Coen era figlio di Arrigo Coen (nato 1879) e Ilde Portaleone (nata 1881). Nacque il 24 agosto 1910 a Ancona. Aveva almeno nove fratelli e quattro sorelle, tra cui Dante (nato 1910, vedi sopra) e Romilde (nato 1902, vedi sotto). Sposò Matilde Negro. Umberto Coen venne arrestato a Torino il 18 marzo 1944 e detenuto nel carcere di Torino. Tre giorni dopo arrivò lì anche sua sorella Romilde, ma non si sa se si incontrarono. Anche l'ex-marito di Romilde era in arresto nella stessa prigione. Tutte e tre furono trasferiti al campo di Fossoli e poi deportati con il convoglio n. 5 al campo di sterminio di Auschwitz, partendo da Fossoli il 5 aprile e arrivando ad Auschwitz il 10 aprile 1944. Umberto Coen non è sopravvissuto alla Shoah. La sorella Romilde fu ugualmente assassinata ad Auschwitz, il fratello Dante a Buchenwald. La sorte degli altri congiunti è sconosciuta. |
|          | QUI ABITAVA FRANCO COEN BENINFANTE NATO 1902 ARRESTATO 29.11.1943 DEPORTATO AUSCHWITZ ASSASSINATO 15.8.1944 | Via Della Loggia, 1                          | Franco Coen Beninfante |
|          | QUI ABITAVA LUCIO COEN BENINFANTE NATO 1906 ARRESTATO 30.4.1944 DEPORTATO AUSCHWITZ ASSASSINATO 6.9.1944    | Via Della Loggia, 1                          | Lucio Coen Beninfante |
|          | QUI ABITAVA RENZO COEN BENINFANTE NATO 1910 ARRESTATO 10.11.1943 DEPORTATO AUSCHWITZ ASSASSINATO            | Via Della Loggia, 1                          | Renzo Coen Beninfante |
|          | QUI ABITAVA ACHILLE GUGLIELMI NATO 1879 MORTO 4.12.1943 DURANTE L'ARRESTO CASTIGLIONE DEI PEPOLI            | Villa Gusso Via Santa Margherita, 5          | Achille Guglielmi, figlio di Gustavo Guglielmi e Amelia Beer, nacque il 23 marzo 1879 a Urbino. Fu un proprietario terriero ad Ancona e risiedeva a Villa Santa Margherita. Coniugato con Elsa Zamorani (vedi sotto). La coppia aveva due figli, Gino (vedi sotto) e Gustavo. Risiedevano a Bologna ed erano entrambi membri della Comunità ebraica di Bologna. Morì durante l'arresto il 4 dicembre 1943 a Castiglione dei Pepoli. Anche la moglie ed il figlio Gino furano assassinati dal regime Nazista. Il figlio Gustavo è sopravvissuto perché sposato con un'ariana. |
|          | QUI ABITAVA GINO GUGLIELMI NATO 1911 ARRESTATO 5.12.1943 DEPORTATO AUSCHWITZ ASSASSINATO 6.2.1944           | Villa Gusso Via Santa Margherita, 5          | Gino Guglielmi nacque il 18 settembre 1911 ad Ancona. I genitori erano Achille Guglielmi (vedi sopra) ed Elsa Zamorani (vedi sotto). Laureato in giurisprudenza. Resiedeva in via Emilia Ponente n. 291 a Bologna. Non esercitava la sua professione, traendo sostentamento della proprietà terriera del padre vicino ad Ancona. Nel settembre 1943 la famiglia si spostò a Castiglione dei Pepoli. Lì il padre fu arrestato nel dicembre 1943 e morì durante l'arresto. Gino Guglielmi viveva con la madre, il fratello Gustavo e la cognata nella villa della famiglia. Fu arrestato insieme alla madre il 3 gennaio 1944, mentre il fratello rimase libero perché sposato con un'ariana. Madre e figlio furono detenuti prima nel carcere di Bologna, poi nel carcere di Milano. Furono deportati con il convoglio n. 6 al campo di concentramento di Auschwitz il 30 gennaio 1944. Tutte e due furono assassinati immediatamente dopo l'arrivo al 6 febbraio 1944, probabilmente nella camera a gas. |
|          | QUI ABITAVA ANDREA LORENZETTI NATO 1907 ARRESTATO 10.8.1944 DEPORTATO MAUTHAUSEN MORTO DI STENTI 15.5.1945  | Piazza Cavour, 10                            | Andrea Lorenzetti nacque a Ancona il 26 maggio 1907. Proveniva da una famiglia modesta. A sedici anni si diplomò ragioniere e cominciò a lavorare in banca. Si trasferì a Milano, dove lavorò prima per Crédit Commercial de France, poi per il banchiere Antonio Foglia. Nel 1937 fu promosso procuratore di Borsa. Era un antifascista, esponente del PSI milanese clandestino. Divenne redattore de L'Avanti! clandestino. Fu arrestato, gettato nel carcere di San Vittore e trasferito al campo di Fossoli. Morì di stenti a Mauthausen, il 15 maggio 1945. Le sue lettere da San Vittore e da Fossoli dal marzo al luglio 1944 sono state pubblicate dal suo figlio Guido Lorenzetti sotto il titolo Prigioniero dei nazisti. Libero sempre. dall'editrice Mimesis nel 2014. |
|          | QUI ABITAVA GUIDO LOWENTHAL NATO 1882 ARRESTATO 19.2.1944 DEPORTATO AUSCHWITZ ASSASSINATO 10.4.1944         | Via Astagno, 10                              | Guido Lowenthal, figlio di Carlo Loewenthal e Eugenia Piazza, nacque il 12 marzo 1884 a Milano. Coniugato con Eugenia Carcassoni (vedi sopra). Fu arrestato a Appignano (Macerata) il 19 febbraio 1944, detenuto nel carcere di Macerata, trasferito al campo di transito di Fossoli e deportato con il convoglio n. 9 al campo di sterminio di Auschwitz il 5 aprile 1944. Fu assassinato immediatamente dopo il suo arrivo il 10 aprile 1944. |
|          | QUI ABITAVA NELLA MONTEFIORI NATA 1905 ARRESTATA 16.10.1943 DEPORTATA AUSCHWITZ ASSASSINATA 23.10.1943      | Via Goito, 2                                 | Nella Montefiori, figlia di Elisa Montefiori e di Gino Montefiori, nata il 1 settembre 1905 ad Ancona, maestra elementare, riparata a Roma in seguito alle leggi razziali del 1938. Arrestata a Roma in via Cola di Rienzo il 16 ottobre del 1943 e portata al Collegio Militare di via della Lungara dal quale fui poi trasferita al convoglio ferroviario allestito dai tedeschi alla Stazione Tiburtina per trasportare ad Auschwitz i 1022 ebrei della razzia del 16 ottobre. Uccisa all'arrivo ad Auschwitz cinque giorni dopo, il 23 ottobre 1943. |
|          | QUI È NATA VITTORIA NENNI 1915 ARRESTATA 23.6.1942 DEPORTATA AUSCHWITZ ASSASSINATA 15.7.1943                | Via delle Fornaci Comunali, 9                | Vittoria Nenni |
|          | QUI LAVORAVA ALBERTO PACIFICI NATO 1870 ARRESTATO 23.5.1944 DEPORTATO AUSCHWITZ ASSASSINATO 30.6.1944       | Via Bernabei, 12                             | Alberto Pacifici nacque a Firenze il 18 ottobre 1870. Era figlio di Angelo Pacifici. Coniugato con Elena Levi. La coppia aveva almeno due figlie: Emma (nata l'11 settembre 1899 a Firenze) e Ada (nata il 5 luglio 1907 a Siena). Divenne il Rabbino di Pesaro dal 1904 al 1906 e di Siena dal 1907 al 1911. Fu il Vice-Rabbino di Senigallia 1920 e Chazan di Ancona. Fu arrestato a Firenze il 23 maggio 1944. Due giorni dopo furono arrestate anche le sue figlie. Tutte e tre furono detenuti nel carcere di Firenze e poi al campo di Fossoli. Il padre anziano e le due sorelle furono deportati con il convoglio n. 13 al campo di concentramento di Auschwitz, partendo da Fossoli il 26 giugno e arrivando ad Auschwitz il 30 giugno 1944. Alberto Pacifici e sua figlia Ada non sono sopravvissuti alla Shoah. |
|          | QUI LAVORAVA GIACOMO RUSSI NATO 1888 ARRESTATO 22.9.1943 DEPORTATO MEPPEN ASSASSINATO                       | Corso Giovanni Amendola, 51 (piazza S.Maria) | Giacomo Russi nacque il 19 febbraio 1889 ad Ancona. I suoi genitori erano Davide Russi e Sara Moscato ed aveva un fratello, Franco. Era di origine dalmata ed apparteneva alla comunità ebraica. La famiglia possedeva un'azienda farmaceutica di cui era comproprietario insieme a suo padre. Coniugato con Giuseppina Favali. La coppia aveva due figli, Sergio (nato 1923, vedi sotto) e Franca Luisa. Anche il figlio divenne collaboratore nell'azienda familiare. Il 22 settembre 1943 il padre ed il figlio furono prelevati a Camerano da una camionetta nazifascista. Tutte e due furono prima detenuti al carcere di Ancona e poi deportati al Lager Versen a Meppen, ai confini con l’Olanda. Era un campo lasciato alla desolazione. I detenuti erano costretti a dormire in giacigli di paglia privi di coperte. Nonostante il freddo, non possedevano biancheria intima e portavano zoccoli olandesi. Lì erano esposti alle intemperie, agli animali, ai germi e alle malattie (come tubercolosi, dissenteria, gangrena); alle cimici e ai pidocchi, ed una seria di malattie causate dalla scarsità e dalla orribile qualità del cibo. Fu impiegato nell'infermeria del campo per le sue competenze mediche. Padre e figlio furono probabilmente assassinati a Meppen il 26 luglio 1944, giorno del loro trasferimento verso un altro campo. Ai due Russi fu dedicato un Memoriale, collocato nel 2008 al Cimitero Comunale di Ancona.                                                     |
|          | QUI LAVORAVA SERGIO RUSSI NATO 1923 ARRESTATO 22.9.1943 DEPORTATO MEPPEN ASSASSINATO                        | Corso Giovanni Amendola, 51 (piazza S.Maria) | Sergio Russi nacque a Ancona il 16 agosto 1923. I suoi genitori erano Giacomo Russi (vedi sopra) e Giuseppina Favali. Divenne collaboratore nell'azienda farmaceutica familiare. Il 22 settembre 1943 fu prelevato insieme al padre a Camerano da una camionetta nazifascista. Tutte e due furono prima detenuti al carcere di Ancona e poi deportati al Lager Versen a Meppen, ai confini con l'Olanda. Era un campo lasciato alla desolazione. Nonostante il freddo, non possedevano biancheria intima e portavano zoccoli olandesi. Lì erano esposti alle intemperie, agli animali, ai germi e alle malattie (come tubercolosi, dissenteria, gangrena); alle cimici e ai pidocchi, ed una seria di malattie causate dalla scarsità e dalla orribile qualità del cibo. Padre e figlio furono probabilmente assassinati a Meppen il 26 luglio 1944, giorno del loro trasferimento verso un altro campo. Ai due Russi è dedicato un Memoriale, collocato nel 2008 al Cimitero Comunale di Ancona. |
|          | QUI ABITAVA PIERO SONNINO NATO 1900 ARRESTATO 25.12.1943 DEPORTATO AUSCHWITZ ASSASSINATO 20.1.1945          | Corso Garibaldi, 19                          | Piero Sonnino |
|          | QUI ABITAVA DANTE STURBINI NATO 1904 ARRESTATO SET. 1943 DEPORTATO NEUENGAMME ASSASSINATO 14.3.1944         | Piazza del Plebiscito 40/41                  | Dante Sturbini |
|          | QUI ABITAVA GINO TOMMASI NATO 1895 ARRESTATO 9.2.1944 DEPORTATO MAUTHAUSEN ASSASSINATO 5.5.1945             | Via Isonzo, 146                              | Gino Tommasi nacque il 19 settembre 1895 a Dogna. Divenne un ingegnere ed uno dei più noti partigiani delle Marche. Il suo nome di battaglia era comandante Annibale. Durante la prima guerra mondiale partecipò come ufficiale della Territoriale. Finita la guerra si laureò in Ingegneria a Bologna. Poi si stabilì ad Ancona e lavorò come ingegnere. Immediatamente dopo l'armistizio ricevette il mandato dalla Concentrazione antifascista di Ancona. Si impegnò a fondo nell'organizzazione clandestina della lotta partigiana, e divenne comandante della 5ª Brigata Garibaldi "Ancona". A causa di una soffiata, venne sorpreso dai fascisti. Lo rinchiuserro prima nel carcere di Macerata dove resistette alle torture dei suoi aguzzini. Venne poi consegnato dai fascisti italiani ai tedeschi. Fu trasferito al campo di Fossoli e di lì deportato al campo di concentramento di Mauthausen. Fu obbligato ai lavori forzati nel sottocampo di Gusen. Morì probabilmente di stenti il 5 maggio 1945, giorno della liberazione. La città di Ancona ha intitolato una via cittadina in suo onore. La Repubblica Italiana gli ha assegnato la Medaglia d'oro al valor militare. |
|          | QUI ABITAVA ELSA ZAMORANI NATA 1883 ARRESTATA 5.12.1943 DEPORTATA AUSCHWITZ ASSASSINATA 6.2.1944            | Villa Gusso Via Santa Margherita, 5          | Elsa Zamorani, nacque il 4 giugno 1883 a Bologna da Amilcare Zamorani ed Emma Sanguinetti. Sposò Achille Guglielmi (vedi sopra), un proprietario terriero nei dintorni di Ancona. La coppia ebbe due figli, Gino e Gustavo. Risiederono per lungo tempo a Bologna ed erano membri della Comunità ebraica della città. Il 1 settembre 1943 la famiglia acquistò una villa a Castiglione dei Pepoli, probabilmente per essere più lontani dagli occupatori dell'Italia. Nonostante ciò, il marito fu arrestato nel dicembre 1943 e morì durante l'arresto. La vedova viveva con il figlio Gino nel primo piano della loro villa, mentre il figlio Gustavo e sua moglie occupavano il secondo piano. Lì fu arrestata insieme al figlio Gino il 3 gennaio 1944. L'altro figlio è rimasto libero poiché sposato con un'ariana. Madre e figlio furano detenuti prima nel carcere di Bologna, poi nel carcere di Milano. Furono deportati con il convoglio n. 6 al campo di concentramento di Auschwitz il 30 gennaio 1944. Tutte e due furono assassinati immediatamente dopo l'arrivo il 6 febbraio 1944, probabilmente nella camera a gas. Il suo nome è ricordato su una Lapide della Comunità Israelitica in via Mario Finzi a Bologna. |

| Pietra d'inciampo | Pietra d'inciampo                                   | Pietra d'inciampo | Pietra d'inciampo                                                                                            | Cenni biografici |
| Data di posa      | Luogo di posa                                       | Stolpersteine     | Incisione | Cenni biografici |
| ----------------- | --------------------------------------------------- | ----------------- | --- | --- |
| 27 gennaio 2024   | Via Volturno, 2 43°37′07.86″N 13°31′01.21″E         |                   | QUI ABITAVA BRUNO CAGLI NATO 1904 ARRESTATO 22.3.1944 DEPORTATO AUSCHWITZ ASSASSINATO 30.11.1944             | Antonio Bruno Cagli (Ancona, 12 dicembre 1905 - Auschwitz, 30 novembre 1944), figlio di Oreste e Lina Melli, ebreo è arrestato a Firenze, trasferito a Fossoli, a cui segue il 16 maggio 1945 la deportazione nel Reich con destinazione Auschwitz, dove muore il 30 novembre 1944. |
| 27 gennaio 2024   | Corso Garibaldi, 40 43°37′05.94″N 13°30′40.43″E     |                   | QUI ABITAVA CLARA SERENO NATA 1911 ARRESTATA 16.10.1943 DEPORTATA AUSCHWITZ ASSASSINATA                      | Clara Sereno (Ancona, 6 giugno 1911 - Auschwitz, ???), figlia di Dante e Elisa Coen-Sacerdoti, coniugata con Ettore Biocca, è vittima del rastrellamento del ghetto di Roma del 16 ottobre 1943. Detenuta prima nel Collegio Militare romano è quindi deportata ad Auschwitz. Non sopravvive alla Shoah. |
| 27 gennaio 2024   | Corso Carlo Alberto, 68 43°36′20.36″N 13°30′21.51″E |                   | QUI ABITAVA ALVARO PIETRUCCI NATO 1901 ARRESTATO MARZO 1944 DEPORTATO MAUTHAUSEN ASSASSINATO 22.4.1945 GUSEN | Alvaro Pietrucci (Ancona, 1901 - Gusen, 22 aprile 1945) operaio meccanico, anarchico, costretto all'espatrio in Francia, a Lione fino alla caduta di Mussolini. Rientrato in patria trova lavoro a Torino. Nel marzo del 1944 è tra gli organizzatori degli scioperi antifascisti dei primi del mese e con tale accusa è arrestato e deportato, il 20 marzo, a Mauthausen. Muore nel sottocampo di Gusen pochi giorni prima della liberazione del campo. |
| 27 gennaio 2024   | Via Esino, 90 43°36′27.57″N 13°27′24.06″E           |                   | QUI ABITAVA LAMBERTO MORBIDELLI NATO 1910 CATTURATO 9.9.1943 ALBANIA DEPORTATO SCHLESWIG MORTO 2.11.1943     | Alberto Morbidelli (Ancona, 1910 - ???) Caporale del Regio Esercito dislocato in Albania, in seguito all'armistizio dell'8 settembre 1943 ed al suo rifiuto di arruolarsi nella RSI è arrestato e deportato nel Reich, destinato al campo di Schleswig dove muore il 2 novembre 1943. È sepolto nel cimitero militare italiano di Amburgo. |

### Jesi
| Pietra d'inciampo | Pietra d'inciampo                             | Pietra d'inciampo | Pietra d'inciampo                                                                                      | Cenni biografici  |
| Data di posa      | Luogo di posa                                 | Stolpersteine     | Incisione                                                                                              | Cenni biografici  |
| ----------------- | --------------------------------------------- | ----------------- | --- | ----------------- |
| 27 gennaio 2020   | Largo Grammercato 43°31′09.38″N 13°14′46.55″E |                   | QUI ABITAVA GIULIO OTTOLENGHI NATO 1893 ARRESTATO 3.12.1943 DEPORTATO AUSCHWITZ ASSASSINATO 23.12.1944 | Giulio Ottolenghi |

### Osimo
Osimo ospita due pietre d'inciampo.
| Pietra d'inciampo | Pietra d'inciampo                                                  | Pietra d'inciampo | Pietra d'inciampo                                                                                                | Cenni biografici |
| Data di posa      | Luogo di posa                                                      | Stolpersteine     | Incisione | Cenni biografici |
| ----------------- | ------------------------------------------------------------------ | ----------------- | --- | --- |
| 29 gennaio 2020   | Piazza del Comune 43°29′12.52″N 13°28′58.06″E                      |                   | QUI ABITAVA ANNITA BOLAFFI NATA 1886 ARRESTATA 30.10.1943 DEPORTATA AUSCHWITZ ASSASSINATA FEB. 1944              | Annita Bolaffi (Osimo, 7 agosto 1886 - Auschwitz, febbraio 1944), figlia di Giuseppe e Sandrina Levi, coniugata con Leone Latis, una figlia. Arrestata insieme alla famiglia a Brissago, dopo alcuni mesi di permanenza nel carcere di Varese è a Milano dal cui Binario 21 è deportata nel Reich con i familiari, destinazione Auschwitz. Nessuno di essi sopravvive alla Shoah. Una pietra d'inciampo in suo ricordo è stata posata nel 2022 dal Municipio 7 di Milano.   |
| 15 febbraio 2025  | via Saffi, 3 vicino stazione Carabinieri 43°29′05.1″N 13°28′48.3″E |                   | QUI ABITAVA BRUNO LIBERTI NATO 1913 ARRESTATO 14.12.1943 INTERNATO FOSSOLI ASSASSINATO 12.7.1944 CIBENO DI CARPI | Bruno Liberti (General Deheza (Argentina), 1913 - Poligono di tiro di Cibeno, Carpi, 12 luglio 1944), famiglia benestante di emigrati rimpatriati, cattolico, laureato all'Università di Bologna. Già nella Guerra d'Etiopia, capitano dei Granatieri nella Seconda Guerra Mondiale, arrestato a Bologna dalle SS, detenuto nel carcere di Castelfranco Emilia dal novembre all'aprile 1944 quando è trasferito al campo di Fossoli. Tra i martiri dell'eccidio di Fossoli. |

### Ostra Vetere
| Pietra d'inciampo | Pietra d'inciampo                             | Pietra d'inciampo | Pietra d'inciampo                                                                                        | Cenni biografici |
| Data di posa      | Luogo di posa                                 | Stolpersteine     | Incisione                                                                                                | Cenni biografici |
| ----------------- | --------------------------------------------- | ----------------- | --- | --- |
| 12 gennaio 2017   | Largo Grammercato 43°31′09.38″N 13°14′46.55″E |                   | QUI ABITAVA GADDO MORPURGO NATO 1920 ARRESTATO 7.12.1943 ASSASSINATO 5.9.1944 CAMPO D'AVIAZIONE DI FORLÍ | Gaddo Morpurgo (Gorizia, 31 marzo 1920 - Forlì, 5 settembre 1944), figlio di Donato Moisè e Maria Treves. Arrestato a Ostra Vetere il 7 dicembre 1943 e poi detenuto a Pesaro. Muore il 5 settembre 1944 nell'Eccidio_dell'aeroporto_di_Forlì ad opera delle SS. |

## Date di collocazione
Le pietre d'inciampo in questa regione sono state collocate personalmente dall'artista:
- il 12 gennaio 2017: Ancona (Corso Giovanni Amendola 51), Ostra Vetere
- il 11 gennaio 2018: Ancona (Via Astagno 10, Via Isonzo 146, Via Santa Margherita 5)
- il 17 gennaio 2019: Ancona (Via Astagno 18, Via Bernabei 12, Corso Garibaldi 28, Piazza Cavour 10)
- l'8 gennaio 2020: Ancona (via della Loggia, Corso Garibaldi, via Goito, via Fornaci e via Beccheria), Jesi ed Osimo

Il 25 gennaio 2018 il comune di Ancona organizzò una cerimonia per l'inaugurazione delle sette nuove pietre d'inciampo dell’artista tedesco Gunter Demnig.

## Provincia di Fermo

### Montottone
| Pietra d'inciampo | Pietra d'inciampo                                    | Pietra d'inciampo | Pietra d'inciampo                                                                                   | Cenni biografici |
| Data di posa      | Luogo di posa                                        | Stolpersteine     | Incisione                                                                                           | Cenni biografici |
| ----------------- | ---------------------------------------------------- | ----------------- | --------------------------------------------------------------------------------------------------- | --- |
| 8 dicembre 2022   | Corso Vittorio Emanuele, 6 43°03′43.2″N 13°35′08.9″E |                   | QUI ABITAVA MARIO CORRADETTI NATO 1913 ARRESTATO 9.9.1943 DEPORTATO SANDBOSTEL WIETZENDORF LIBERATO | Mario Corradetti (Montottone, 30 ottobre 1913 - Montottone, 31 dicembre 1986), cuoco, chiamato alla leva nel 1933, caporale di Artiglieria alla proclamazione dell'armistizio dell'8 settembre 1943 è di stanza sul fronte greco dov'è catturato dai tedeschi, a Larissa. Al suo rifiuto di collaborare e/o arruolarsi nella RSI, come altri circa 650mila soldati italiani, è deportato nel Reich, internato con lo stato di IMI prima nello Stalag X B, quindi Oflag 83 di Wietzendorf. Sopravvive fino alla liberazione del campo e rientra al paese natale il 17 ottobre 1945. |

## Provincia di Macerata

### San Severino Marche
| Pietra d'inciampo | Pietra d'inciampo                                                 | Pietra d'inciampo | Pietra d'inciampo                                                                       | Cenni biografici |
| Data di posa      | Luogo di posa                                                     | Stolpersteine     | Incisione                                                                               | Cenni biografici |
| ----------------- | ----------------------------------------------------------------- | ----------------- | --------------------------------------------------------------------------------------- | --- |
| 27 gennaio 2024   | Via Ponte Vecchio, 4 Borgo Fontenuova 43°14′00.09″N 13°10′48.86″E |                   | QUI ABITAVA DAVID BIVASH NATO 1890 ARRESTATO 30.11.1943 DEPORTATO AUSCHWITZ ASSASSINATO | David Bivash (Salonicco, 1 giugno 1890 - Auschwitz, ???) figlio di Abramo Alberto, coniugato con Ida Saltiel. Dal campo per ebrei di Ferramonti di Tarsia, a Cosenza, dove'era detenuto, è in regime di “internamento libero” a San Severino Marche, dove è arrestato con un pretesto dai fascisti sul finire di novembre del 1943, consegnato ai tedeschi ed inviato a Fossoli, da dove, il 5 aprile 1944, è deportato nel Reich destinato ad Auschwitz. Non sopravvive alla Shoah. |